# Marc Roguet
Pour les articles homonymes, voir Roguet.
Marc Roguet, né le 29 mars 1933 à Pargny, est un cavalier français.

## Palmarès
- Jeux olympiques:
  -  médaillé d'or en saut d'obstacles par équipes aux Jeux olympiques d'été de 1976 à Montréal (Canada) avec sa jument Belle de Mars.